# Тягинка
Тягинка (укр. Тягинка) — село в Бериславском районе Херсонской области Украины. 
Поселение является центром Тягинской сельской общины. Почтовый индекс — 74330. Телефонный код — 5546. Код КОАТУУ — 6520687101.

## Население
В 1886 году в местечке на реке Тягинка (приток Днепра) в 220 дворах проживал 1 241 человек.
На начало XX столетия, в местечке проживало 1 826 жителей, и ½ населения занималась рыболовством.
Население по переписи 2001 года составляло 2 031 человек.

### Языковой состав
Родной язык населения по данным переписи 2001 года:
| Язык       | Численность, чел. | Доля     |
| ---------- | ----------------- | -------- |
| Украинский | 1 853             | 91,24 %  |
| Русский    | 171               | 8,42 %   |
| Другое     | 7                 | 0,34 %   |
| Итого      | 2 031             | 100,00 % |

## История
Поселение основано в виде крепости в 1491 году перекопским ханом Менгли-Гиреем. Поселение несколько раз было разоряемо во время войн и опять восстановляемо, в последний раз — при князе Потемкине.
В 1492 году возле острова Большое городище запорожскими казаками под руководством Богдана Глинского была захвачена турецкая военная галера, и освобождены из неволи мирные жители. Это считается место первого известного сражения запорожцев.
На начало XX столетия, Тягинка местечко Херсонской губернии и уезда, при речке Тягинка и Днепровском лимане. В поселении имелись православная церковь, земская и церковно-приходская школы, земской врачебный пункт, казённая и земская почтовые станции, почтовое отделение, ссудосберегательное товарищество, 10 торгово-промышленных заведений. В окрестностях местечка были городища.
От агрессии Германии, её союзников и сателлитов, в период Великой Отечественной войны, населённый пункт и окружающую его местность защищали войска 9-й армии Южного фронта РККА ВС СССР.
Есть мост XIX века и остатки русской крепости XVIII века, на островах Малое Городище и Большое Городище, соответственно поселения эпохи бронзы, генуэзская фактория, татаро-турецкая крепость Тягинь (остатки фундаментов).

## Автомобильное ралли
Начиная с 2000 года и по сей день по территории Каменного карьера, расположенного возле Тягинки, проходит трасса ралли «Чумацкий Шлях».

## Галерея

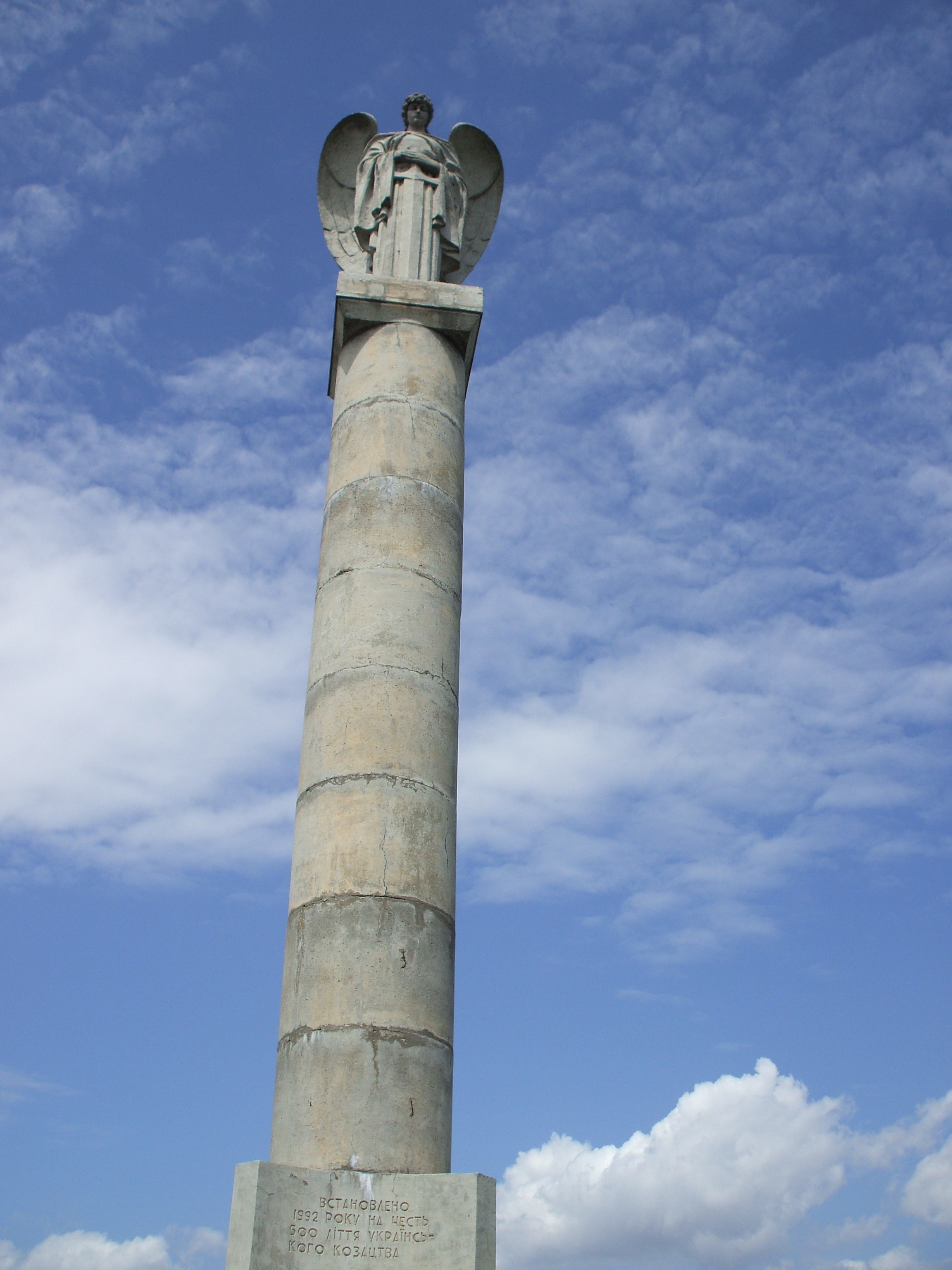
Памяти первого боя запорожцев в 1492 году.
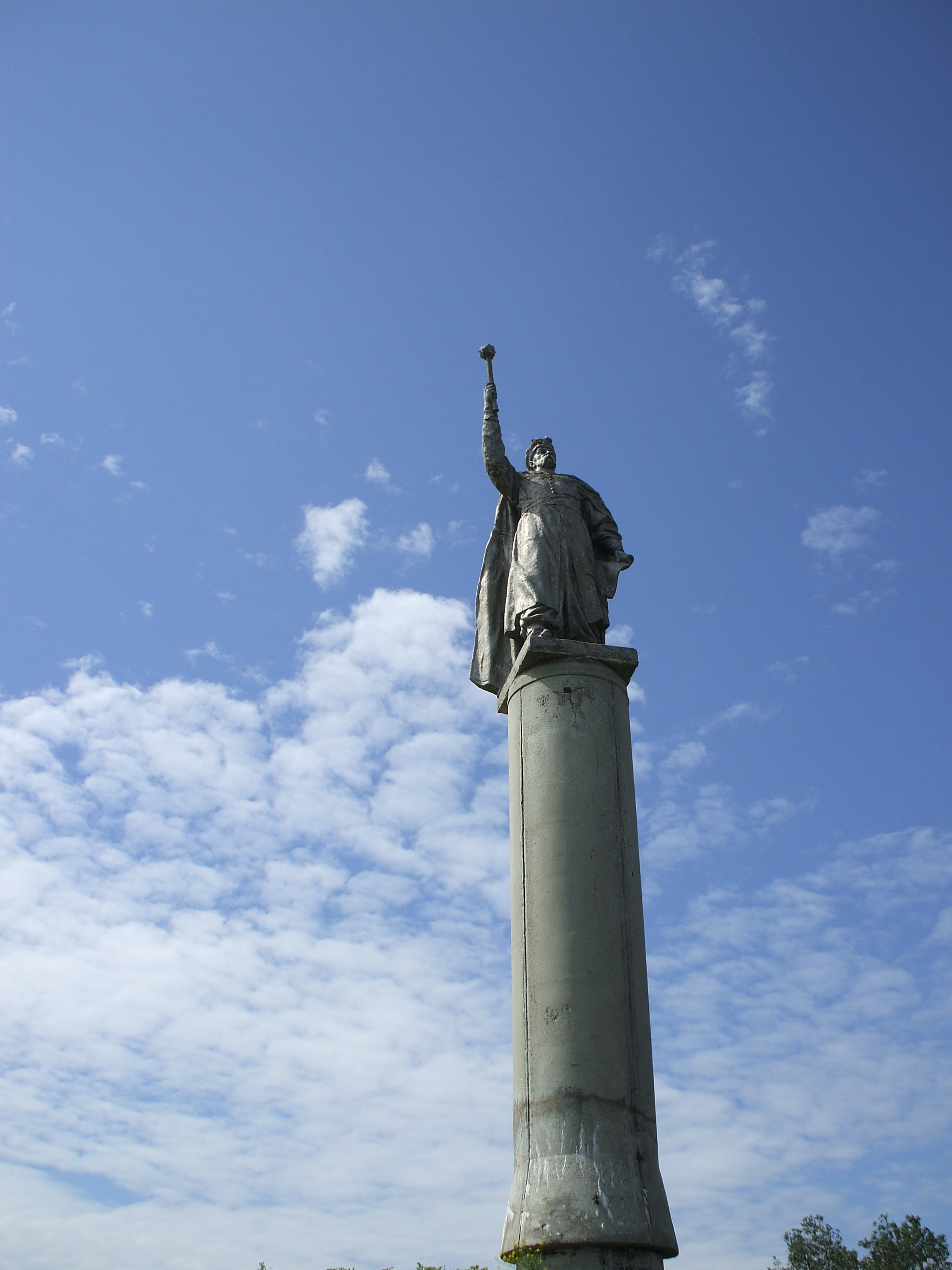
Памятник Б. Хмельницкому.
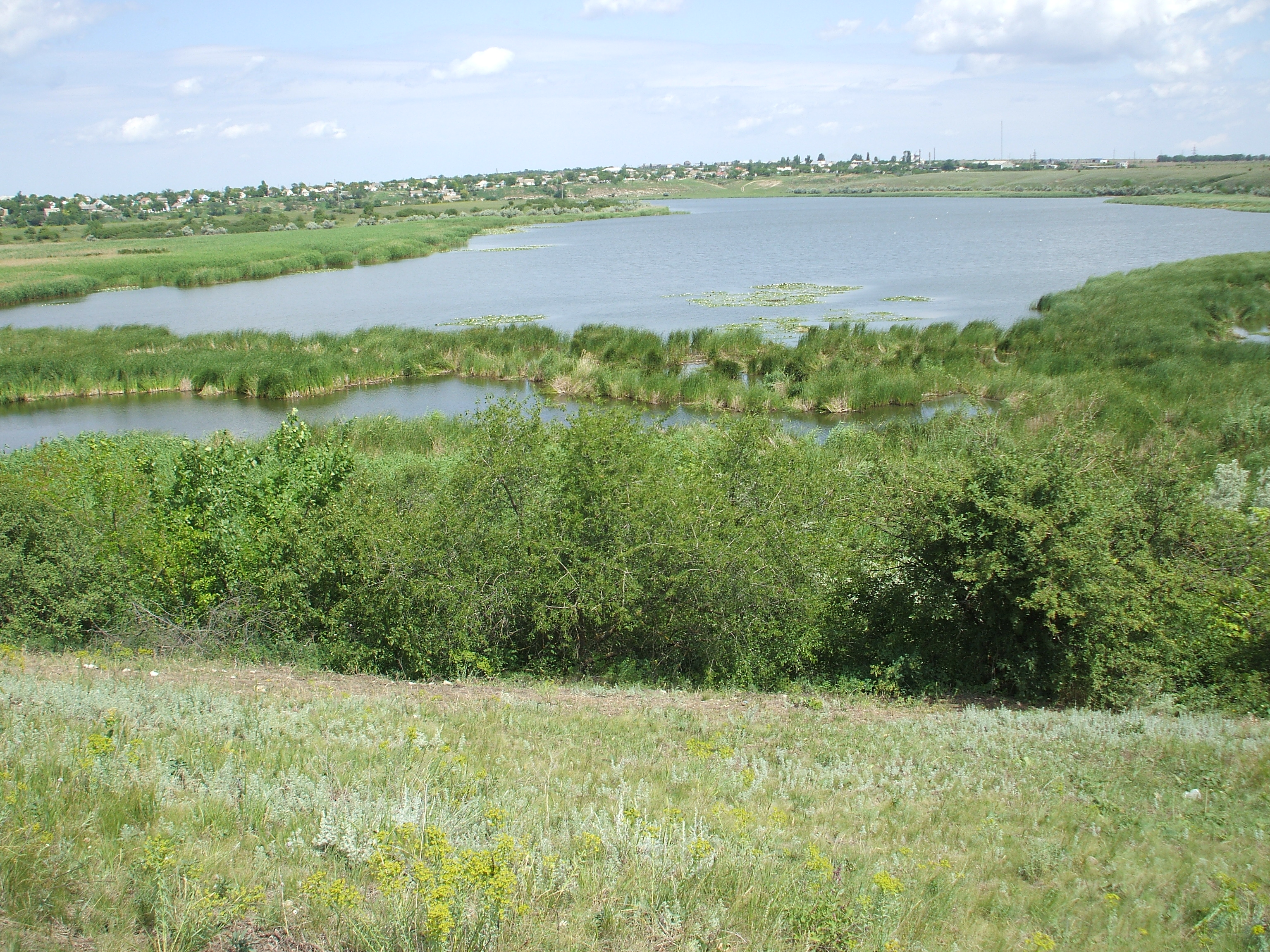
Вид на Тягинку.
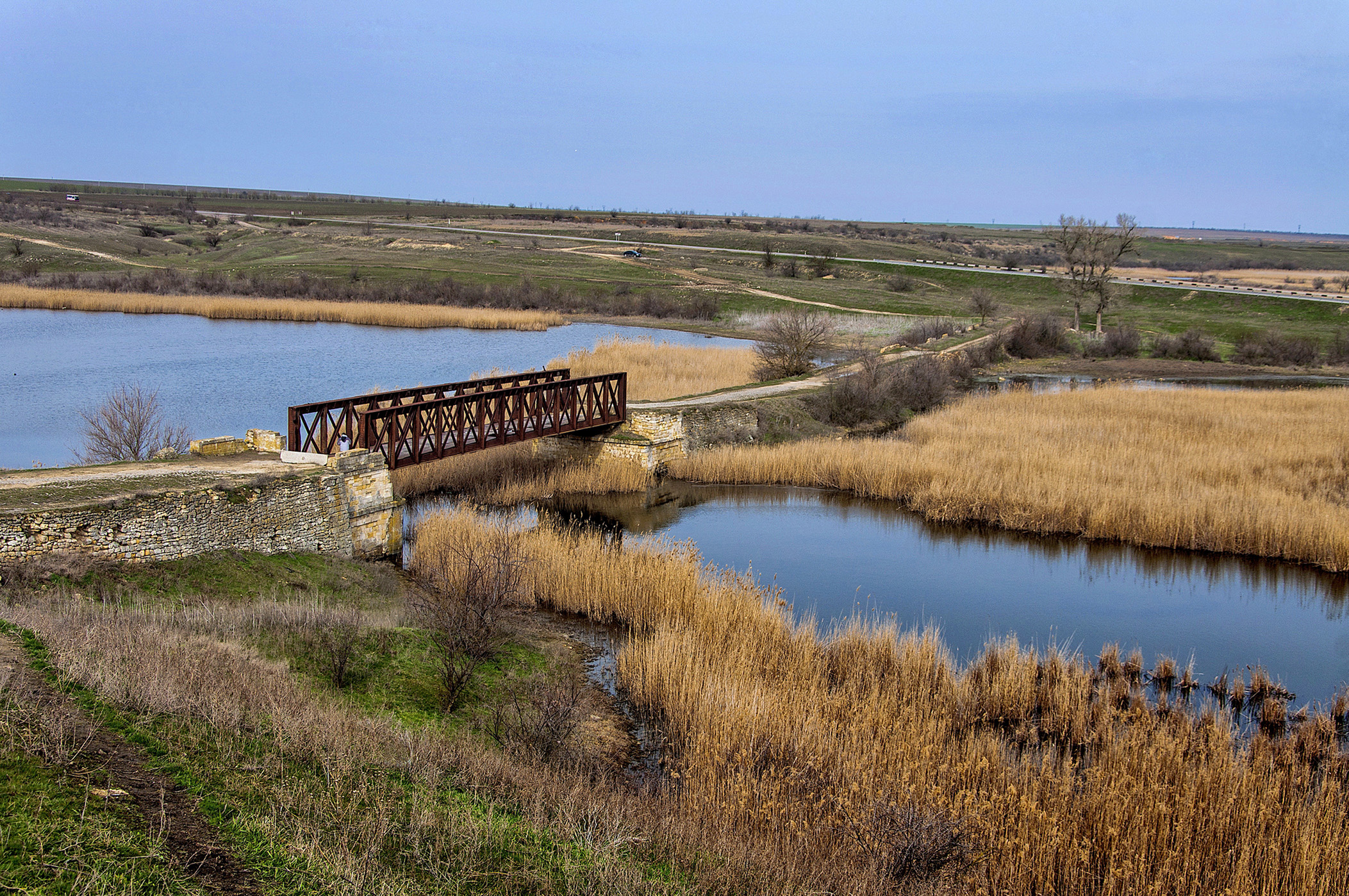
Мост XIX века.

## Местный совет
Местный совет размещён по почтовому адресу: 74330, улица Цюрупы, дои № 1, село Тягинка, Бериславский район, Херсонская обл..